# Playa de Mataleñas
La playa de Mataleñas está ubicada en Cueto, en el municipio de Santander, comunidad autónoma de Cantabria, España. Situada entre Cabo Mayor y Cabo Menor, se accede a ella a través de la avenida que da acceso al Faro de Cabo Mayor. 
Ocupa una cala al abrigo de altos acantilados y bordeada por la rasa mareal. Su difícil acceso se realiza a pie por una empinada escalinata. Estas características hacen de ella un arenal de gran belleza. Debido a su orientación este y su ubicación entre acantilados, es un lugar propicio para contemplar el amanecer, aunque queda en sombra desde primeras horas de la tarde. 
Históricamente, aparece documentada como Cala Mataleña según registros del Centro Geográfico del Ejército que se remontan a 1730. Este nombre influyó en la denominación de la cercana finca Mataleña, situada al norte de la playa, entre ésta y cabo Mayor. Al suroeste, limita con los terrenos de la antigua finca Valdenoja, actualmente ocupados por el parque de Mataleñas y el Campo Municipal de golf Mataleñas.  